# Biseran
Biseran (Gonostoma denudatum) riba je iz porodice Gonostomatidae. Ovo je riba dubina i živi na Južnijem dijelu Jadrana, na dubinama 100 – 700 m. Naraste do 14 cm, a hrani se drugim ribama. Rasprostranjen je na Mediteranu, istočnom Atlantiku, od Portugala do Angole. Može ga se naći i na otvorenom moru, na podmorskim grebenima, južno do 37°S. Tamne je površine odozgo, sa srebrnim stranama. Naraste do 14 cm.

## Vanjske poveznice
|  | Zajednički poslužitelj ima još gradiva o temi Biseran |
|  | Wikivrste imaju podatke o taksonu Biseran             |